# Ступка Василь Іванович
Василь Іванович Ступка (Псевдо: «Тараско»; 1924, с. Великосілля, Старосамбірський район, Львівська область — 22 грудня 1947, Старосамбірський район, Львівська область) — лицар Бронзового хреста бойової заслуги УПА.

## Життєпис
Командир чоти підвідділу УПА 481/25 ТВ-24 «Маківка» ВО-4 «Говерла». У грудні 1945 р. з групою повстанців чисельністю 50 бійців перейшов на територію Польщі, де виконував функції кущового провідника ОУН (12.1945 — літо 1946). Влітку 1946 року повернувся в Україну. 
Командир сотні відділу 91 «Басейн» у ВО-5 «Маківка»(10.11.—22.12.1947). 
Стрілець (?), старший булавний (22.01.1947), поручник (22.12.1947) УПА.

## Нагороди
- Згідно з Наказом військового штабу воєнної округи 4 «Говерля» ч. 6 від 15.12.1946 року чотовий УПА Василь Ступка — «Тараско» нагороджений Бронзовим хрестом бойової заслуги УПА.

## Вшанування пам'яті
- 29.01.2018 р. від імені Координаційної ради з вшанування пам’яті нагороджених Лицарів ОУН і УПА у м. Старий Самбір Львівської обл. Бронзовий хрест бойової заслуги УПА (№ 044) переданий Руслані Бабинець, племінниці Василя Ступки — «Тараска».